# Réserve écologique des Vieux-Arbres
Die Réserve écologique des Vieux-Arbres ist ein 3,64 ha großes Schutzgebiet im Westen der kanadischen Provinz Québec, das drei kleine Inseln im Lac Duparquet umfasst. Die östlichste der drei Inseln trägt den Namen „Île aux Hérons“, die beiden anderen sind namenlos.

## Aufgabe, Flora
Der Park schützt im Rahmen des Schutzgebietsystems der Provinz die dortigen Bestände des Abendländischen Lebensbaums, die mit mehr als 800 Jahren als die ältesten Exemplare dieser Art im Osten Nordamerikas gelten. Sie werden im Schnitt jedoch nur 4,6 m hoch und entwickeln vorwiegend Krüppelformen. Für ihr Überleben scheinen Feuer eine erhebliche Rolle zu spielen.
Neben der herausragenden Art gibt es vor allem Banks-Kiefern und Amerikanische Rot-Kiefern (Pinus resinosa Aiton), aber auch Papier-Birken und Schwarz-Fichten.
Dendrochronologische Untersuchungen konnten zeigen, dass im 13. Jahrhundert eine Phase erheblicher Trockenheit in den Sommern zu verzeichnen ist, und dass seit Ende des 19. Jahrhunderts die Feuchtigkeit zunimmt.